# えひめモノクロシアター
『えひめモノクロシアター』とは、2012年10月4日から2013年3月28日まで南海放送が放送していた創立60周年記念番組。愛媛県の昔の映像を放送していたミニ番組で、映像の解説ナレーションは銀河万丈が担当。

## 放送時間
- 木曜 22時48分 - 22時54分 もしくは 木曜 22時54分 - 23時00分